# Jana Khokhlova
Jana Vadimovna Khokhlova (em russo:  Яна Вадимовна Хохлова; Moscou, RSFS da Rússia, 7 de outubro de 1985) é uma ex-patinadora artística russa, que competiu na dança no gelo. Com Sergei Novitski ela conquistou uma medalha de bronze em campeonatos mundiais, uma medalha de ouro e duas de bronze em campeonatos europeus e foi duas vezes campeã do campeonato nacional russo.

## Principais resultados

### Com Fedor Andreev
| Resultados            | Resultados       | Resultados    | Resultados    | Resultados    | Resultados    | Resultados    | Resultados    | Resultados    | Resultados    | Resultados    | Resultados    | Resultados    | Resultados    |
| Internacional         | Internacional    | Internacional | Internacional | Internacional | Internacional | Internacional | Internacional | Internacional | Internacional | Internacional | Internacional | Internacional | Internacional |
| Evento/Temporada      | 2010– 2011       |               |               |               |               |               |               |               |               |               |               |               |               |
| --------------------- | ---------------- | ------------- | ------------- | ------------- | ------------- | ------------- | ------------- | ------------- | ------------- | ------------- | ------------- | ------------- | ------------- |
| Bavarian Open         | Medalha de prata |               |               |               |               |               |               |               |               |               |               |               |               |
| Golden Spin of Zagreb | 5.ª              |               |               |               |               |               |               |               |               |               |               |               |               |
| Mont Blanc Trophy     | Medalha de prata |               |               |               |               |               |               |               |               |               |               |               |               |
| Nacional              |                  |               |               |               |               |               |               |               |               |               |               |               |               |
| Campeonato Russo      | 4.ª              |               |               |               |               |               |               |               |               |               |               |               |               |
|                       |                  |               |               |               |               |               |               |               |               |               |               |               |               |

### Com Sergei Novitski
| Resultados | Resultados    | Resultados      | Resultados        | Resultados        | Resultados        | Resultados        | Resultados        | Resultados        | Resultados        | Resultados    | Resultados    | Resultados    | Resultados    |
| Internacional | Internacional | Internacional   | Internacional     | Internacional     | Internacional     | Internacional     | Internacional     | Internacional     | Internacional     | Internacional | Internacional | Internacional | Internacional |
| Evento/Temporada | 2001– 2002    | 2002– 2003      | 2003– 2004        | 2004– 2005        | 2005– 2006        | 2006– 2007        | 2007– 2008        | 2008– 2009        | 2009– 2010        |               |               |               |               |
| --- | ------------- | --------------- | ----------------- | ----------------- | ----------------- | ----------------- | ----------------- | ----------------- | ----------------- | ------------- | ------------- | ------------- | ------------- |
| Jogos Olímpicos |               |                 |                   |                   | 12.ª              |                   |                   |                   | 9.ª               |               |               |               |               |
| Campeonato Mundial |               |                 |                   |                   | 12.ª              | 8.ª               | Medalha de bronze | 6.ª               | WD                |               |               |               |               |
| Campeonato Europeu |               |                 |                   |                   | 10.ª              | 4.ª               | Medalha de bronze | Medalha de ouro   | Medalha de bronze |               |               |               |               |
| GP Grand Prix Final |               |                 |                   |                   |                   | 5.ª               | 5.ª               | WD                |                   |               |               |               |               |
| GP Cup of China |               |                 |                   |                   |                   | Medalha de bronze |                   | Medalha de bronze | Medalha de prata  |               |               |               |               |
| GP Cup of Russia |               |                 |                   | 7.ª               |                   |                   |                   | Medalha de ouro   |                   |               |               |               |               |
| GP NHK Trophy |               |                 | 6.ª               |                   | 4.ª               | Medalha de prata  | Medalha de bronze |                   |                   |               |               |               |               |
| GP Skate America |               |                 |                   |                   |                   |                   |                   |                   | 4.ª               |               |               |               |               |
| GP Skate Canada International |               |                 |                   | 6.ª               |                   |                   |                   |                   |                   |               |               |               |               |
| GP Trophée Éric Bompard |               |                 |                   |                   | 6.ª               |                   | Medalha de prata  |                   |                   |               |               |               |               |
| Golden Spin of Zagreb |               |                 | Medalha de bronze |                   |                   |                   |                   |                   |                   |               |               |               |               |
| Nebelhorn Trophy |               |                 | Medalha de prata  |                   |                   |                   |                   |                   |                   |               |               |               |               |
| Universíada |               | Medalha de ouro |                   | Medalha de ouro   |                   |                   |                   |                   |                   |               |               |               |               |
| Nacional |               |                 |                   |                   |                   |                   |                   |                   |                   |               |               |               |               |
| Campeonato Russo | 7.ª           | 5.ª             | 4.ª               | Medalha de bronze | Medalha de bronze | Medalha de prata  | Medalha de ouro   | Medalha de ouro   |                   |               |               |               |               |
| Equipes |               |                 |                   |                   |                   |                   |                   |                   |                   |               |               |               |               |
| Troféu Mundial por Equipes |               |                 |                   |                   |                   |                   |                   | 5.ª 5T/4P         |                   |               |               |               |               |
| |               |                 |                   |                   |                   |                   |                   |                   |                   |               |               |               |               |
| Legenda: GP = Grand Prix; WD = Abandonou; T = Posição da equipe; P = Posição individual; Competição não foi disputada nesta temporada |               |                 |                   |                   |                   |                   |                   |                   |                   |               |               |               |               |

### Com Andrei Maximishin
| Resultados                | Resultados | Resultados | Resultados | Resultados | Resultados | Resultados | Resultados | Resultados | Resultados | Resultados | Resultados | Resultados | Resultados |
| Nacional                  | Nacional   | Nacional   | Nacional   | Nacional   | Nacional   | Nacional   | Nacional   | Nacional   | Nacional   | Nacional   | Nacional   | Nacional   | Nacional   |
| Evento/Temporada          | 2000– 2001 |            |            |            |            |            |            |            |            |            |            |            |            |
| ------------------------- | ---------- | ---------- | ---------- | ---------- | ---------- | ---------- | ---------- | ---------- | ---------- | ---------- | ---------- | ---------- | ---------- |
| Campeonato Russo – Júnior | 9.ª        |            |            |            |            |            |            |            |            |            |            |            |            |
|                           |            |            |            |            |            |            |            |            |            |            |            |            |            |